# Apple M4
Apple M4 — серия систем на кристалле ARM-архитектуры компании Apple из серии Apple silicon, представленная 7 мая 2024 года, и используемая в планшетных компьютерах iPad Pro (2024), производится контрактным производителем TSMC на втором поколении 3-нанометрового техпроцесса и содержит 28 млрд транзисторов.

## Развитие семейства чипов Apple M4

### Apple M4 Pro
Apple M4 Pro — чип, выполненный по улучшенному 3-нанометровому технопроцессу TSMC (N3E) и содержащий до 12 или 14 процессорных ядер (8 или 10 производительных и 4 энергоэффективных), до 20 графических ядер, и 16-ядерный нейронный движок. Пропускная способность объединённой памяти была повышена до 273 Гбайт/с, что на 75 % больше, чем у M3 Pro. Процессор Apple M4 Pro поддерживает до 64 Гбайт объединенной памяти (ОЗУ + Видеопамять). 
Apple заявляет от 90% приросте производительности CPU по сравнению с M1 Pro, а также о двукратном приросте производительности GPU по сравнению с M4.

### Apple M4 Max
Apple M4 Max — чип, выполненный по улучшенному 3-нанометровому технопроцессу TSMC (N3E) и содержащий 14 или 16 процессорных ядер (10 или 12 производительных и 4 энергоэффективных), до 40 графических ядер, и 16-ядерный нейронный движок. Пропускная способность объединённой памяти была повышена до 546 Гбайт/с. Процессор Apple M4 Max поддерживает до 128 Гбайт объединенной памяти (ОЗУ + Видеопамять).
Apple заявляет, что CPU у M4 Max в 2,2 раза производительнее, чем у M1 Max, а GPU — на 90% производительнее, чем GPU в M1 Max.

## Применение
Устройства, использующие Apple M4:
- iPad Pro (2024) — с мая 2024 года;
- MacBook Pro (2024) — с октября 2024 года;
- Mac mini (2024) — с октября 2024 года;
- iMac (2024) — с октября 2024 года;
- Mac Studio (2025) — с марта 2025 года.